# Козирний туз
«Козирний туз» — кінофільм італійського режисера Джузеппе Коліцці.

## Сюжет
Козирний туз — продовження фільму-вестерна «Бог простить, я ні», в якому власне і відбулось знайомство двох головних героїв Кета Стівенса і Хатча Бессі. В цьому фільмі Стівенс і Бессі спочатку намагаються догнати і покарати грабіжника Крокополуса, який украв у них велику суму і їхніх коней, а потім стають його спільниками в розбірках з бандою, яка підставила його.

## У ролях
- Елай Воллак — Кокополус
- Теренс Хілл — Кет Стівенс
- Бад Спенсер — Хатч Бессі
- Брок Пітерс — Томас
- Кевін МакКарті — Дрейк
- Тіффані Хойвельд — дружина Томаса
- Армандо Бандіні — касир банку
- Лівіо Лоренцон — Пако Росса
- Стеффен Захаріас — Гарольд
- Ремо Капітані -
- Бруно Кораццарі — Чарлі

## Слоган
«The smile that kills…»